# Радієві дівчата

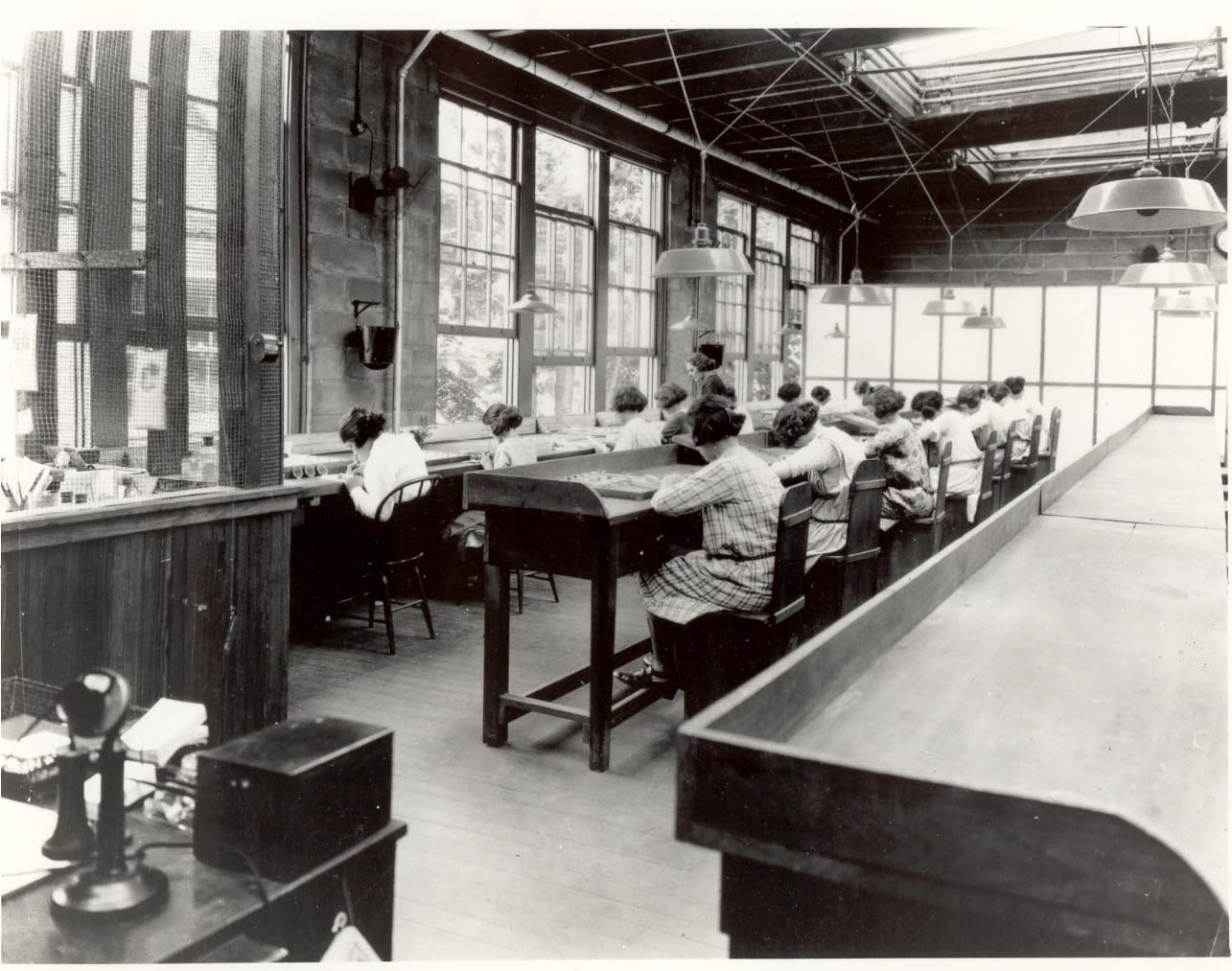
Робітниці фабрики United States Radium Corporation.

Радієві дівчата (англ. Radium Girls) — робітниці американської компанії United States Radium Corporation, що під час роботи з радіолюмінесцентною фарбою у 1917–1926 роках отримали небезпечну дозу радіації на трьох фабриках: в Оранджі, Оттаві та Вотербері.

## Умови праці вU.S. Radium

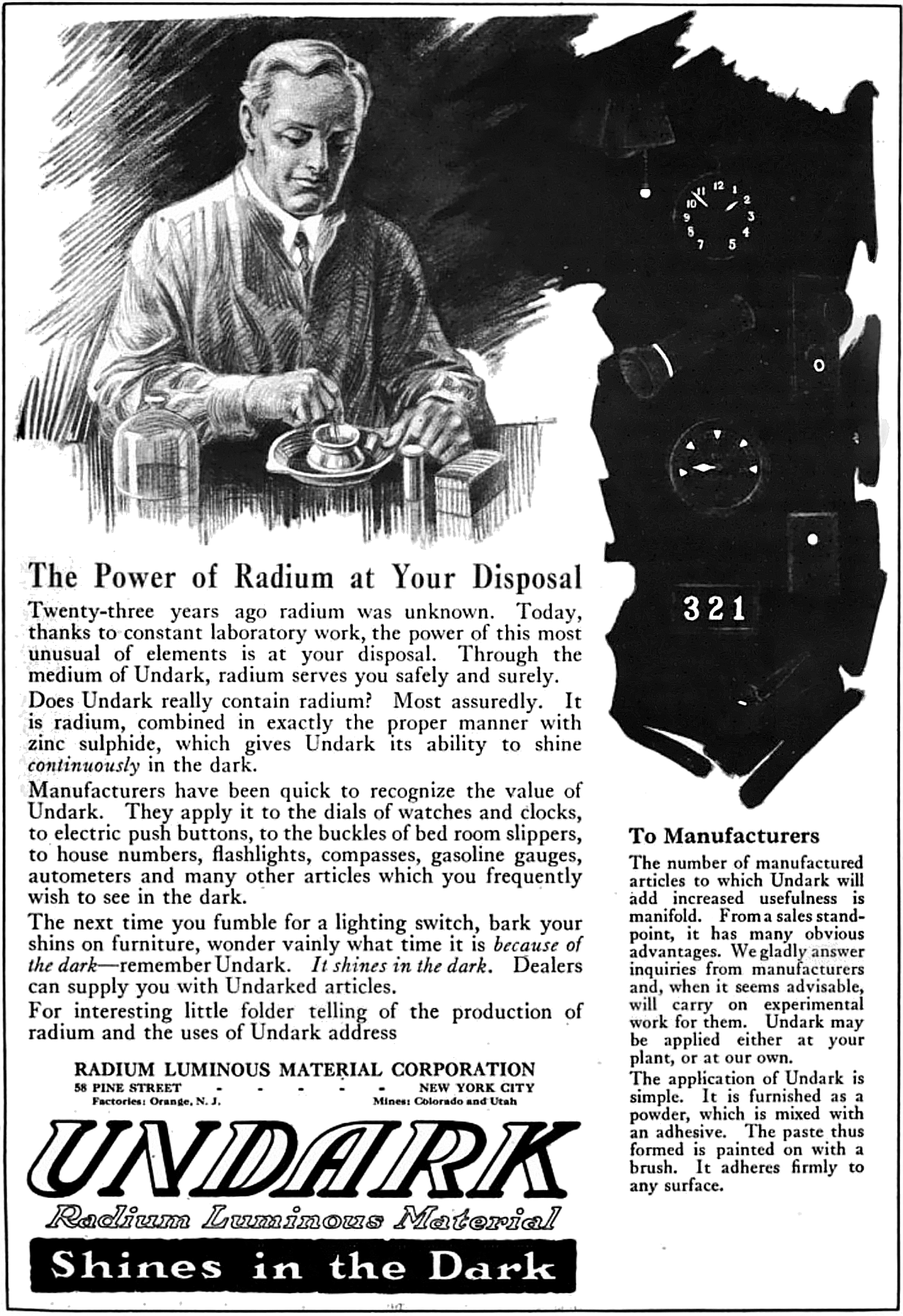
Плакат 1921 року з рекламою годинників Undark

Компанія займалася добуванням та переробкою радію для подальшого виготовлення радіолюмінесцентної фарби, що наносилася на стрілки й циферблати годинників. Годинники під маркою Undark, що світилися в темряві, призначалися для американських військових, але згодом набули популярності серед цивільного населення. Фарба наносилася вручну за допомогою пензликів. Для цієї роботи компанія U.S. Radium наймала переважно жінок. Робітницям нічого не було відомо про властивості радію – керівництво компанії запевняло, що така робота є цілком безпечною. Робітниці самостійно виготовляли фарбу, змішуючи воду, клей та радієвий порошок. Час від часу вони стискали між губами чи облизували кінчики пензликів, щоб відновити їх форму. Деякі жінки, жартуючи, наносили фарбу на зуби, нігті та обличчя. Робоча норма становила 250 циферблатів у день, за кожний годинник платили 1,5 цента, близько 20 доларів в тиждень (п'ять з половиною робочих днів). Загальна кількість робітників становила близько 4000, проте точна кількість жертв радіаційного отруєння невідома.

## Отруєння радієм
Робітниці фабрики почали хворіти та помирати. У них спостерігалися такі симптоми як анемія, часті переломи, некроз щелепи (відомий як «радієва щелепа»). Щоденна доза радію, яку отримували жінки, становила від 25 до 50 мг, яке є достатньою, щоб спричинити смерть. Компанія намагалася відвести від себе підозри, в тому числі за допомогою обману та наклепу. Так, стверджувалося, що жінки нібито помирали від сифілісу. Відомий випадок, коли у 1925 одна з робітниць пройшла обстеження у лікаря Фредеріка Флінна, який разом з колегою стверджував, що жінка цілком здорова. Пізніше виявилось, що Флінн не був лікарем, а його «колега» належав до керівництва U.S. Radium.

## Судовий процес

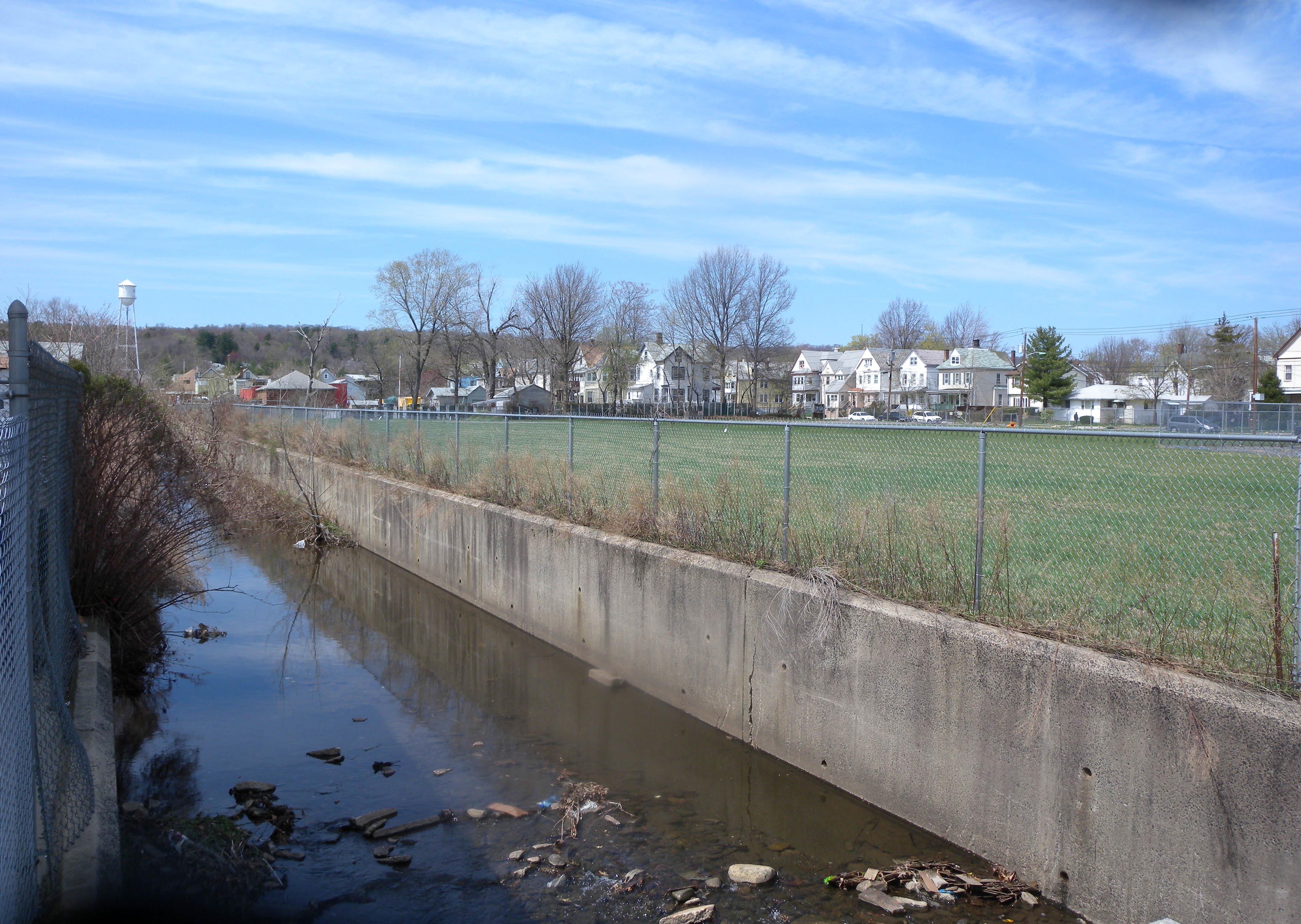
Колишня фабрика, де працювали «радієві дівчата» (Оріндж, Нью-Джерсі)

Незважаючи на намагання U.S. Radium не допустити скандалу, деякі колишні робітниці фабрики подали на компанію в суд. Попри критичний стан здоров'я позивачок, судове засідання намагалися відкласти. Повноцінний судовий процес так і не відбувся, оскільки жінки прийняли пропозицію компанії про мирну домовленість, що передбачала виплату по 10 000 доларів компенсації (177 000 доларів у 2023 році), пожиттєву пенсію в розмірі 600 доларів (10 600 доларів у 2023 році), а також оплату судових і медичних витрат.

## Суспільний вплив
Завдяки ЗМІ справа «радієвих дівчат» набула широкого резонансу та вплинула на встановлення стандартів охорони праці, а також створила прецедент щодо права окремого робітника домагатися через суд відшкодування збитків, заподіяних здоров'ю.